# Гарун і море оповідок
Гарун і море оповідок — дитячий роман Салмана Рушді 1990 року. Це п'ята велика публікація Рушді, яка вийшла після «Сатанинських віршів». Це фантасмагорична історія, яка починається в місті, настільки старому й руїнному, що воно забуло свою назву.
Гарун і море оповідок — алегорія кількох проблем, що існують у сучасному суспільстві, особливо на Індійському субконтиненті. Він дивиться на ці проблеми з точки зору молодого героя Гаруна. Рушді присвятив цю книгу своєму синові, з яким він деякий час був розлучений. Багато елементів історії стосуються проблем цензури: питання, особливо актуальне для Рушді через фетву проти нього, яку підтримує аятолла Хомейні. Книга дуже алюзійна і представляє каламбури кількома мовами. Багато імен головних героїв натякають на певний аспект мови або мовчання.
Бібліографічні дані:
| Рушді, Салман. Гарун і море оповідок: казкова повість; з англ. переклад Т. Бойко. Київ: Вид-во Жупанського, 2012. 153 с. ISBN 978-966-2355-21-5 |
З неї була зроблена аудіокнига, яку начитав сам Рушді.

## Короткий зміст сюжету
На початку оповідання головний герой Гарун Халіфа живе зі своїм батьком Рашидом (преславний Рашид-Море-Оповідок або Шах-Казна-Що), відомим оповідачем і лікарем, та його матір'ю Сораєю, поки останню не спокушає їхній сусід пан Сенгупта піти з дому. Після цього Рашида наймають виступати від імені місцевих політиканів у Місті Г та Долині К, що у високих Горах М неподалік Міста Г. Однак преславний оратор Рашид не виконує своє початкове призначення. Звідти їх обидвох відправляють на поштовому автобусі, яким керує водій Алеж, до «Долини К», щоб виступити на мітингу від імені ще одного політика Пихатого Алежбо. Намагаючись заснути на борту яхти Бутту, Гарун виявляє «Джина Води Якщоб», якому доручено відключити уяву Рашида, і вимагає умовити від цього рішення керівника Якщоба Моржа. Потім штучний інтелект у формі удода, якого на честь кур'єра назвали «Алеж», переносить їх до однойменного "Великого Моря Оповідок. З цього моря Гарун дізнається, що воно перебуває під загрозою через антагоніста Культмайстра Хаттам-Шуда, який анонсує «кінець».
У Королівстві Гуп-Сіті король Торохтій, принц Боло, генерал Фоліант та Морж оголошують про свої плани війни проти сусіднього королівства Чуп-сіті, щоб повернути наречену Боло принцесу Бачет. Казкар Рашид Халіфа приєднується до них тут, стаючи свідком викрадення Бачета. На довгих Птахах-Баржах розмістилися сторінки, а Джини Води повмощувалися на різноманітних крилатих машинах. Плавучі Городники та Багатопащеві Риби були готові до війни. Після цього Гарун і його супутники (батько Рашид, Якщоб, Малі, Гупі та Бага) приєднуються до гупізирійської армії Яйцеголових у напрямку країни Чуп-сіті, де вони знайомляться з Мудрою, колишнім заступником Хаттам-Шуда та Наймогутнішим Воїном країни Чуп.
Гарун, Іфф, Одуд, Алеж та садівник Малі, який досліджує Смугу Сутінків потрапляють у полон анімованої тіні Хаттам-Шуда, яка планує закрити Оповідні Потоки Океану на дні моря. Перш ніж він зможе це зробити, Малі знищує машини, якими він користувався для отруєння Моря, а Гарун відновлює давно скасоване чергування дня і ночі в Морі — таким чином знищуючи тінь антагоніста та тих, хто йому допомагає, і відволікаючи гігантську «вилку», що означала щоб запечатати Джерело. У Чупі армія Гуппі знищує армію Чупвала і звільняє принцесу Бачет; після чого сам Хаттам-Шуд гине під зруйнованою статуєю, яку ж сам і замовив. Після цього Морж обіцяє Гаруну щасливе завершення його власної історії. Повернувшись знову до людей, Рашид розповідає пригоди Гаруна місцевим жителям, які виганяють Пихатого Алежбо та обирають на керівництво тих, які справді їм подобалися.
Коли Рашид і Гарун повертаються додому, жителі їхнього міста звільняються від кайданів своїх страждань і згадують назву свого міста — Кагані. Сорая повертається до сина та чоловіка.
Завершується роман додатком, у якому пояснюється значення назв місцевостей та імені кожного головного героя.

## Місцевості в романі
- Твір магічного реалізму, історія починається і відбувається частково в «сумному місті, найсумнішому у світі — такому сумному, що й забуло, як зветься». Воно розташоване біля «похмурого моря зі зграями насуплених риб-вугрів, яких ніхто не ловив для домашнього столу, бо, хоч би світило з голубого неба найпривітніше сонечко, нудило вже від самого їхнього вигляду».
- Це місто перенаселене людьми, з яких завжди щасливі лише головний герой Гарун та його батьки, тоді як на північній околиці міста стояли велетенські заводи з виробництва смутку, який розфасовували в мішки й відправляли по всьому світу. Заводи забруднюють повітря, яке очищується лише під час дощу. Наприкінці роману у міста без назви з'являється ім'я Кагані, яке на мові гіндустані означає «історія».
- Більшість земних місць, представлених у книзі, розташовано в уявній країні Аліфбей (гіндустанське слово «алфавіт»), яка є комбінацією перших двох літер арабського алфавіту на основі урду, Аліф та Бей, і тому містить багато місць, названих на честь літер, таких як «Долина К» та «Тунель I (який також був відомий як Д)».
- У центрі долини К розташоване Безрадісне озеро, яке, як сказано в додатку до роману, назване на честь озера Дал у Кашмірі. Це означає, що Кашмір є місцем, на якому базується долина K. Саме Безрадісне озеро є місцем розташування Moody Land, ландшафту, погода якого змінюється, щоб відображати емоції людей, які зараз перебувають у ньому. Це місце, куди головні герої потрапляють за вказівкою корумпованого політика, і де починаються їхні пригоди.
- Більша частина сюжету відбувається на вигаданому супутнику Землі з назвою Кагані, орбіта якого контролюється «Процесом, надто складним для пояснення» (ПНСП), який у книзі також згадується як «P2C2E». Ці процеси дозволяють йому літати над кожною точкою Землі, як супутник. Кагані складається з масивного океану, який уміщує нескінченну кількість історій, кожна історія набуває форми течії або потоку унікального кольору. Кольори охоплюють весь видимий спектр і поширюються на спектри, про існування яких невідомо. На Місяці також зображені різні острови та континент. Сама назва «Кагані» означає мовою гіндустані «Історія», і зрештою виявляється, що це назва сумного міста; одкровення, яке знімає смуток з людей міста.
- «Місячний Кагані» протягом більшої частини сюжету поділено на дві частини, однакові за розміром, одна з яких знаходиться у Безкінечному Денному Світлі, а інша у вічній темряві. Обидва розділені вузькою Смугою сутінків, яка позначена силовим полем під назвою Стіна Торохтія, як Сторона денного світла називається Гуп, слово на хінді та урду (означає «плітки», «дурниці» або «фіб»), а темна сторона вночі називається Чуп (що означає «тихий»). Жителі Гуп-Сіті цінують спілкування і йменуються «гупізиряни», що означає «балакливі люди», а жителі Чупа, як стверджується, історично цінували мовчання і називаються «чупвалами», що означає «тихі люди». Неподалік Південного полюса Кагані є джерело, відоме як Оповідне Джерело, з якого (згідно з передумовою до сюжету) виникли всі коли-небудь відомі історії. Тому кульмінацією сюжету роману стало очищення Оповідного Джерела від закриття.

## Персонажі
Гарун: головний герой / центральна фігура історії. Юна, допитлива, смілива, відверта дитина. Протягом більшої частини історії він бореться з формою розладу дефіциту уваги, викликаного тим, що його мати втекла з містером Сенгуптою рівно об одинадцятій годині, і через цей факт він не може зосередитися протягом тривалого періоду часу (не більше одинадцяти хвилин). Але зрештою він долає свій розлад у кульмінаційний момент, щоб ніколи більше не страждати від нього. І він, і його батько названі на честь "легендарного халіфа Багдада Гаруна аль-Рашида, який фігурує в багатьох арабських казках " Тисячі та однієї ночі ". Їхнє прізвище Халіфа насправді означає «Халіф»
Рашид: батько Гаруна, відомий як Рашид-Море-Оповідок за його здатність придумувати історії експромтом. Рашид — професійний оповідачем, якого інколи наймають корумповані політики, щоб переконати виборців у своїй прихильності. Його прив'язаність до дружини та до процесу виступу перед людьми, ймовірно, є його найбільшою психологічною слабкістю; коли хтось із них втрачається, він впадає в депресію і прагне втратити іншого. Згідно з історією, щоб відновити останнє, він подорожує до Кагані за допомогою засобу, відомого як «Захоплення», за допомогою якого він може подорожувати всередині своїх мрій і прокидатися у світі, створеному його мрією. Діставшись до Кагані, він сповіщає гупізирян про місцезнаходження їхньої принцеси Бачет і пізніше приєднується до їхньої армії, щоб врятувати її від Чупвала.
Сорая: дружина Рашида, яка втомилася від його уяви і покинула його заради нудного і нецікавого містера Сенгупти, їх сусіда. Те, що вона відчужується від Рашида, розповідається ще на початку цієї історії, де вона, як кажуть, покинула свої щоденні пісні. Зрештою вона повертається до Рашида і відроджує свою прихильність до чоловіка й сина. Після її повернення депресія, яка охопила Рашида, і синдром Гаруна не з'являються знову. Ймовірно, її ім'я перського походження.
Містер Сенгупта: сусід Гаруна, який втікає з Сораєю. Як правило, містер Сенгупта зневажає уяву та історії, що готує основу для його подальшої появи на Кагані як антагоніста Хаттам-Шуда. Поразка Хаттам-Шуда, здається, відповідає тому, що Сорая залишила пана Сенгупту, який більше не з'являється особисто. Його ім'я є традиційним бенгальським прізвищем.
Міс Онета: балакуча, самозакохана, надзвичайно емоційна але щедра дружина містера Сенгупти, що має зайву вагу. Вона розчарована своїм чоловіком після того, як він втік із Сораєю. В емоційному пориві вона відрікається від нього та свого шлюбного імені. Саме вона розповідає, що Сорая покинула свою родину і що її вчинок спричинив розлад Гаруна, а також оголошує про своє повернення.
Містер Алеж: Поштовий кур'єр, необачний водій, який, коли його попросили надати транспорт для Гаруна та Рашида (який, як очікується, виступить перед виборцями) ігнорує всі інші вимоги доставити їх до місця призначення до сутінків. Він є неявним еквівалентом Алеж-Одуда, який також став транспортним засобом для подорожей Гаруна.
Пан Алежбо (Пихатий Алежбо): корумпований політик, який наймає Рашида, щоб переконати виборців, що його (Батту) слід переобрати. Бутту — це класово свідома, пихата, зарозуміла, самовпевнена особа, чия головна перевага над виборцями полягає в тому, що він був переобраний раніше. Щоб переконати Рашида поспівчувати йому, він пропонує і Рашиду, і Гаруну залишитися на розкішному плавучому будинку-готелі під назвою «Тисяча та одна ніч». Зрештою вигнаний зі свого округу на вимогу населення.
Алеж-Одуд: механічний удод, який стає конем Гаруна в Кагані, здатний на майже всі відомі розумові вміння, включаючи телепатію (останній часто жартує, що він «говорив, не рухаючи дзьобом»). Він також здатний літати на неймовірних швидкостях між Землею та Кагані. Оскільки він поділяє з містером Алежом ідіосинкразію говорити «але ж, але ж, але ж» на початку речень, окрім деяких поверхневих деталей зовнішності, його називають тим самим іменем. У передмові він описаний як «птах, який веде всіх інших птахів через багато небезпечних місць до їх кінцевої мети».
Іфф: «водяний джин» з Кагані, який супроводжує Гаруна в Кагані. Завдання Іффа — контролювати уяву Рашида у формі води, що передається Рашиду через невидимий кран за допомогою засобу, який називається «Процес, який надто складний для пояснення». Сам Іфф — доброзичливий персонаж із синіми вусами й бородою; експансивна, дещо сварлива особистість; У нього звичка говорити списками синонімів.
Принц Боло: Можлива пародія на архетипічного вселяючого благоговіння героя або Чарівного принца, Боло — безрозсудна, трохи дурна, мелодраматична фігура, номінально лідер операції з порятунку принцеси Бачет у королівстві Чуп-сіті, але має невеликий авторитет; схильність збуджуватися при найменшій провокації; одержимий порятунком Бачет, тому всі інші питання здаються йому малозначущими. Він часто виймає меч, коли битися нерозумно; один раз поширює дипломатичний імунітет на вбивцю, який збирається його вбити, і часто створює у читачів враження, ніби він дещо не відповідає реаліям його ситуації.
Принцеса Бачет: діва в біді. Бачет — донька короля Торохтія, правителя Гуп-сіті, і наречена принца Боло. Вона якась дурнувата; сентиментальна; безрозсудна; і на всю голову закохана в Боло, який є єдиною людиною, що вважає її красивою; всі інші персонажі негативно оцінюють її ніс, зуби та співочий голос. Більшість описів її зовнішнього вигляду зводиться до висновку «…немає потреби вдаватися в це», і взагалі не дається точного опису обличчя Бачет. Її ім'я вимовляється як «Ба-чет», перекладається як «базікання». Коли принцесу Бачет захопили воїни королівства Чуп-сіті під час екскурсії до кордону між королівствами Гуп-сіті та Чуп-сіті, вони планують зашити їй рота та перейменувати її на Хамош, що означає «мовчазна», але ніколи цього не здійснюють.
Генерал Фоліант: буквально «книга», генерал Фоліант є командувачем армії королівства Гуп-сіті, яка називається «Бібліотека». Він складається з великої кількості сторінок. Генерал бере участь у всіх дебатах щодо проведення операції, яку розпочала його армія, і часто організовує такі дебати навмисно, щоб вирішити всі існуючі конфлікти інтересів чи думок. Таким чином, ціла армія бере участь у кожній кампанії Роджеріанського аргументу, єдиною метою якого є досягнення примирення та остаточної єдності між Пажами. Оскільки закони Гуп-сіті дозволяють необмежену свободу слова, ці дебати є нестриманими до такої міри, що (як зауважує Гарун) у світі читача вважатиметься непокорою. Сам генерал Фоліант часто засмучений і збентежений запальністю принца Боло.
Король Торохтій: батько принцеси Бачет і тесть принца Боло, який номінально очолює уряд королівства Гуп-сіті, але має невелику реальну владу. У більшості випадків йому відводиться досить незначна роль. На його честь названа стіна, що відділяє королівства Гуп-сіті від Чуп-сіті Смугою Сутінків.
Лепетуха (точніше Лепетун): жіноча сторінка бібліотеки Гуп-сіті. Балакуча зі злим характером, презирлива, вперта, безпринципна, сварлива дівчина, яка зневажає принцесу Бачет, переодягається хлопчиком у прямокітній туніці з написом «Боло й Золоте Руно» і вправно володіє мистецтвом жонглювання. Лепетун приєднується до гупізирійської армії, щоб піти на королівство Чуп-сіті, але пізніше її викривають як дівчину та виганяють з армії Боло. Потім вона стає помічницею Мудри, союзника гупізирійців, у якого вона, як вважають, закохана.
Мудра: Другий командир після Хаттам-Шуда, який стає незадоволеним політикою свого господаря Чуп-сіті та переходить на бік Гуп-сіті. Його тінь, як і тіні кожної людини в Чуп-сіті, може поводитися незалежно від себе і тому є його помічником. Сам Мудра — здібний воїн, який володіє мистецтвом рукопашного бою. Його описують як зелену фарбу та перебільшені риси обличчя; як одягнений у громіздку броню, що збільшує його зовнішній вигляд; і має білі очі на зіниці, сірі на райдужній оболонці та чорні на склері. Такі очі загальні для всіх чупвал і повністю сліпі при яскравому світлі. Мудра майже німий, він може вимовити лише своє ім'я та те, що він «розмовляє» на абгіная — мові жестів, якою користуються у класичному індійському танці. Його власне ім'я вказано в додатку як будь-який із жестів, з яких складається використовуються ця мова. Після кульмінації Мудра стає президентом Чуп-сіті. Ніколи не повідомляється, чи відповідає він взаємністю на закоханість Лепетухи.
Хаттам-Шуд: лиходій історії, чиє ім'я означає «повністю завершений». Як персонаж, він є «Принцем мовчання та ворогом мови», якого бояться більшість гуппізиріан. Він правитель Чуп-сіті, каганського аналога пана Сенгупти, і засновник релігії, вищою заповіддю якої є утримання від мови. Під час пограбування капіталу Чуп-сіті він розчавлений власним символом влади, статуєю «Безабан».
Яйцеголові: техніки Кагані: одягнені в біле, повністю лисі, повні ентузіазму, веселі та розумні. Кажуть, що Яйцеголові з міста Ґуп є винахідниками всіх «процесів, надто складних для пояснення», за допомогою яких здійснюються неможливі вчинки, такі як химерна орбіта Кагані, створення штучних хепі-ендів для історій і передача «історійної води» на Землю оповідачами, чого легко досягти. Вони в захваті від свого наглядача, Моржа, за те, що він має вуса.
Морж: наглядач Яйцеголових, відрізняється від них тим, що має невеликі вуса, завдяки яким він й отримав таку назву.

Малі: «Плавучий городник», що складається з переплетених квітучих ліан і водних рослин, які поводяться як єдиний організм. Він один із багатьох, чиє завдання не дати оповідям заплутатися безповоротно та зрізати бур'яни на поверхні океану. Плавучі садівники поділяються на ієрархію класів, з яких Малі належить до першого класу; імовірно найвищий. Малі та, ймовірно, інші Плавучі городники, практично невразливі, здатні протистояти будь-яким нападам Чупвал на нього. Хоча зазвичай він мовчазний за людськими мірками, він співає вірші, коли кидає виклик атакам.

## Алюзії/посилання на інші твори
«Море оповідок» — англійський відповідник Океану сказань, назви збірки індійських легенд 11-го століття.
Вказується, що елементи історії були взяті з «Чарівника країни Оз» Баума, "Володаря перснів " Джона Толкіна та «Аліси в Дивокраї» Льюїса Керролла, а також її порівнювали з популярним дитячим романом «Привид платної будки» .
Ще одне очевидне відсилання до оповідань «Тисячі й однієї ночі» . Гарун, син Рашида Халіфи, посилається на Гаруна ар-Рашида, халіфа, який правив з 786 по 809 рік і який часто фігурує в історіях «Тисячі й однієї ночі».
«Іфф Водяний Джин» — це відсилання на джина з «Чарівної лампи Аладдіна». Гарун викрадає чарівний гайковий ключ Іффа, і в результаті Іфф змушений виконувати накази Гаруна, як це зробив джин, коли Аладдін заволодів чарівною лампою.
Морж виконує пісню The Beatles " I Am the Walrus " і The Walrus and the Carpenter Льюїса Керролла.
Коли персонаж Мудра зустрічається вперше, звуки, які він видає, це булькаючий звук «Гоголь» і звук кашлю «Кафкафка», як посилання на письменників — українця Миколу Гоголя та австрійця Франца Кафку, імена яких вони спотворюють. Рушді ще раз посилається на Кафку, коли Іфф описує Рибу Плентімав у морі, яка ковтає історії, як голодних митців .
У четвертому розділі книги згадується народна казка про Рапунцель .
Гарун стикається з воїном, який бореться з власною тінню. Можливо, це посилання на «Пітера Пена» Джеймса Баррі .
«Гупі» та «Бага», назви Плентімав, натякають на персонажів Гупі та Багха, створених бенгальським письменником Упендракішором Реєм Чоудхурі . Його онук, режисер, лауреат премії «Оскар» Сатьяджит Рей, зняв два фільми з Гупі та Багхою як головними героями.

## Адаптації
- П'єсу за мотивами книги адаптували для сцени Тім Саппл та Девід Тушінгем. Його прем'єра відбулася в 1998 році в Королівському національному театрі в Лондоні[джерело?].
- Опера «Гарун і море оповідок» Чарльза Вуорінена на лібрето Джеймса Фентона, написана в 2001 році, відбулася прем'єра в Нью-Йоркській опері восени 2004 року[9]